# تشيلسي موسم 2002–03
كان موسم 2002–03 هو الموسم التنافسي الـ89 لتشيلسي، والموسم الحادي عشر على التوالي في الدوري الإنجليزي الممتاز والعام الـ97 له كنادي. كان النادي تحت إدارة كلاوديو رانييري.
وفي الدوري الإنجليزي الممتاز، احتل تشيلسي المركز الرابع خلف مانشستر يونايتد وأرسنال ونيوكاسل يونايتد. وباحتلاله المركز الرابع، ضمن تشيلسي مكانه في الجولة التأهيلية الثالثة لدوري أبطال أوروبا.
في كأس الاتحاد الأوروبي، خرج تشيلسي من الجولة الأولى، بعد أن خسر بنتيجة 5–4 في مجموع المباراتين أمام نادي فيكينغ النرويجي. تمكن تشيلسي أيضًا من الوصول إلى ربع نهائي كأس رابطة الأندية الإنجليزية المحترفة وكأس الاتحاد الإنجليزي، لكنه خسر 1–0 أمام مانشستر يونايتد و3–1 أمام أرسنال في مباراة الإعادة على التوالي.